# Yokoze
Yokoze (横瀬町 Yokoze-machi?) es un pueblo en la prefectura de Saitama, Japón, localizado en el centro-este de la isla de Honshū, en la región de Kantō. El 1 de marzo de 2021 tenía una población estimada de 7933 habitantes y una densidad de población de 161 personas por km².

## Geografía
Yokoze está localizado en el oeste de la prefectura de Saitama, al norte del monte Bukō, en la parte sureste de las llanuras de Chichibu. Limita con las ciudades de Chichibu y Hannō y con el pueblo de Tokigawa.

## Demografía
Según los datos del censo japonés, la población de Yokoze ha disminuido lentamente en los últimos 30 años.
| Gráfica de evolución demográfica de Yokoze entre 1940 y 2015 |
|                                                              |
| Oficina de Estadística de Japón                              |